# Чемпіонат Італії з футболу 1904
Чемпіонат Італії з футболу 1904 — сьомий сезон футбольного чемпіонату в Італії. В чемпіонаті брали участь 5 команд. Матчі проходили з 6 березня по 27 березня. Переможцем турніру вшосте став Дженоа.

## Перший раунд
| Команда 1 | Рахунок | Команда 2      |
| --------- | ------- | -------------- |
| Ювентус   | 3-2     | Торінезе       |
| Мілан     | 1-0     | «Андреа Дорія» |

## Другий раунд
| Команда 1 | Рахунок | Команда 2 |
| --------- | ------- | --------- |
| Мілан     | 1-1(дч) | Ювентус   |

Перегравання
| Команда 1 | Рахунок | Команда 2 |
| --------- | ------- | --------- |
| Мілан     | 0-3     | Ювентус   |

## Фінал
| Команда 1 | Рахунок | Команда 2 |
| --------- | ------- | --------- |
| Дженоа    | 1-0     | Ювентус   |

## Чемпіон
| Чемпіон Італії 1904 |
| ------------------- |
| «Дженоа» 6-й титул  |